# Hexvessel
Hexvessel est un groupe finlandais de folk psychédélique, originaire de Helsinki, Uusimaa. 

## Histoire
Il est formé en 2009 lorsque le chanteur-guitariste Mat McNerney déménage en Finlande. Le groupe son premier album, Dawnbearer, chez Svart Records, en 2011. Ils sortent ensuite No Holier Temple en 2012, qui consolide leur statut et est salué par la presse pour ces éléments poétiques,.
Le groupe retourne en studio en mars 2018 pour enregistrer un nouvel album. Il s'intitule All Tree et sort en 2019 chez Century Media Records tout comme l'album précédent When We Are Death en 2016. L'année suivante, en 2020, ils enregistrent et sortent l'album Kindred. En 2023 sort l'album Polar Veil chez Svart Records,. En juillet 2024, le groupe dévoile son clip du morceau Under the Lake.

## Style musical
Le style musical du groupe va des ballades acoustiques aux riffs lourds.

## Discographie

### Albums studio
- 2011 : Dawnbearer (Svart Records)
- 2012 : No Holier Temple (Svart)
- 2016 : When We Are Death (Century Media)
- 2019 : All Tree (Century Media)
- 2020 : Kindred (Svart Records)
- 2023 : Polar Veil (Svart Records)

### EP
- 2013 : Iron Marsh (Svart)

### Singles
- 2012 : Vainolainen (Svart)
- 2015 : Earth Over Us (Century Media)
- 2019 : Old Tree
- 2020 : Demian
- 2023 : Older than the Gods
- 2023 : Ring
- 2023: A Cabin In Montana